# Eotetranychus befandrianae
Eotetranychus befandrianae är en spindeldjursart som beskrevs av Gutierrez 1967. Eotetranychus befandrianae ingår i släktet Eotetranychus och familjen Tetranychidae. Inga underarter finns listade i Catalogue of Life.